# Strongylodesmus harrisoni
Strongylodesmus harrisoni är en mångfotingart som beskrevs av Ottis Robert Causey 1971. Strongylodesmus harrisoni ingår i släktet Strongylodesmus och familjen Rhachodesmidae. Inga underarter finns listade i Catalogue of Life.